# Olympische Sommerspiele 1956/Radsport – Straßenrennen (Männer)
Bei den Olympischen Spielen 1956 in der australischen Metropole Melbourne wurde am 7. Dezember das Straßenrennen im Radsport für Männer ausgetragen.
Seit 1896 war es das achte Mal, dass ein Straßenrennen bei Olympischen Sommerspielen ausgetragen wurde.
88 Sportler – von denen nur 44 in die Wertung kamen – aus 28 Nationen ermittelten über eine Distanz von 187,73 km (= 116,7 mi) im Melbourner Vorort Broadmeadows den Olympiasieger: Es gewann der Italiener Ercole Baldini vor dem Franzosen Arnaud Geyre und dem Briten Alan Jackson.
Auf Grundlage der Ergebnisse des Straßenrennens wurde eine Mannschaftswertung ermittelt, für die ebenfalls Medaillen vergeben wurde.

## Das Rennen
Ercole Baldini war der große Favorit: 1954 hatte er den Amateur-Weltrekord für die Stundenfahrt gebrochen und im Jahr 1956 die Weltmeisterschaft in der Einzelverfolgung gewonnen.

Der sehr hügelige Kurs mit zwei bis zu 12 % steilen Anstiegen führte über elf Runden von je 17,0665 km. Baldini fuhr immer in der Nähe potentieller Ausreißer, aber in der achten Runde ließ er alle hinter sich, fuhr die letzten 50 Kilometer alleine und gewann mit fast zwei Minuten Vorsprung.
 Kritik gab es von vielen Mannschaften an der Beschaffenheit der Strecke, die teilweise nur drei Meter breit war und streckenweise einen sandigen Belag hatte.
Nach seinem Sieg legten die Franzosen und Briten Protest gegen die Wertung ein: Sie behaupteten, Baldini sei vom Auto eines Fotografen unterstützt worden. Der Protest wurde von der Rennleitung abgewiesen.

## Ergebnis
| Rang         | Name                       | Nation                | Zeit (h) |
| ------------ | -------------------------- | --------------------- | -------- |
| 1            | Ercole Baldini             | Italien               | 5:21:17  |
| 2            | Arnaud Geyre               | Frankreich            | 5:23:16  |
| 3            | Alan Jackson               | Großbritannien        | 5:23:16  |
| 4            | Horst Tüller               | Deutschland           | 5:23:16  |
| 5            | Gustav-Adolf Schur         | Deutschland           | 5:23:16  |
| 6            | Stanley Arthur Brittain    | Großbritannien        | 5:23:40  |
| 7            | Arnaldo Pambianco          | Italien               | 5:23:40  |
| 8            | Maurice Moucheraud         | Frankreich            | 5:23:40  |
| 9            | Magdaleno Cano             | Mexiko                | 5:23:40  |
| 10           | Lars Nordwall              | Schweden              | 5:23:40  |
| 11           | Paul Nyman                 | Finnland              | 5:23:40  |
| 12           | Michel Vermeulin           | Frankreich            | 5:23:40  |
| 13           | Ramón Hoyos                | Kolumbien             | 5:23:40  |
| 14           | Bill Holmes                | Großbritannien        | 5:23:50  |
| 15           | Anatoli Tscherepowitsch    | Sowjetunion           | 5:23:50  |
| 16           | Mykola Kolumbet            | Sowjetunion           | 5:23:50  |
| 17           | Karl-Ivar Andersson        | Schweden              | 5:23:50  |
| 18           | Reinhold Pommer            | Deutschland           | 5:24:38  |
| 19           | Harold Reynolds            | Großbritannien        | 5:24:44  |
| 20           | Roland Ströhm              | Schweden              | 5:24:44  |
| 21           | Juan Pérez                 | Chile                 | 5:25:38  |
| 22           | Erich Hagen                | Deutschland           | 5:26:38  |
| 23           | Norbert Verougstraete      | Belgien               | 5:26:47  |
| 24           | Gustaaf De Smet            | Belgien               | 5:26:47  |
| 25           | Guremu Demboba             | Äthiopien             | 5:26:58  |
| 26           | Veselin Petrović           | Jugoslawien           | 5:26:58  |
| 27           | René Abadie                | Frankreich            | 5:27:28  |
| 28           | Dino Bruni                 | Italien               | 5:27:28  |
| 29           | Patrick Murphy             | Kanada                | 5:27:28  |
| 30           | Franz Wimmer               | Österreich            | 5:27:28  |
| 31           | Gunnar Göransson           | Schweden              | 5:30:45  |
| 32           | Wiktor Kapitonow           | Sowjetunion           | 5:30:45  |
| 33           | René Deceja                | Uruguay               | 5:31:58  |
| 34           | Aurelio Cestari            | Italien               | 5:34:20  |
| 35           | Wiktor Werschinin          | Sowjetunion           | 5:34:21  |
| 36           | Mesfen Tesfaye             | Äthiopien             | 5:34:25  |
| 37           | Kim Ho-sun                 | Südkorea              | 5:34:37  |
| 38           | Zehaye Bahta               | Äthiopien             | 5:34:37  |
| 39           | Pablo Hurtado              | Kolumbien             | 5:34:49  |
| 40           | Jaime Villegas             | Kolumbien             | 5:34:49  |
| 41           | John O’Sullivan            | Australien            | 5:36:58  |
| 42           | Frans Van Den Bosch        | Belgien               | 5:38:16  |
| 43           | Joe Becker                 | Vereinigte Staaten    | 5:38:16  |
| 44           | Jim Nevin                  | Australien            | 5:47:02  |
| ohne Wertung | Jim Nestor                 | Australien            | DNF      |
| ohne Wertung | Jack Trickey               | Australien            | DNF      |
| ohne Wertung | Negousse Mengistou         | Äthiopien             | DNF      |
| ohne Wertung | François De Wagheneire     | Belgien               | DNF      |
| ohne Wertung | Palle Lykke                | Dänemark              | DNF      |
| ohne Wertung | Tetsuo Ōsawa               | Japan                 | DNF      |
| ohne Wertung | Fred Markus                | Kanada                | DNF      |
| ohne Wertung | James Davies               | Kanada                | DNF      |
| ohne Wertung | Jorge Luque                | Kolumbien             | DNF      |
| ohne Wertung | Gaston Dumont              | Luxemburg             | DNF      |
| ohne Wertung | Francisco Lozano Borgoni   | Mexiko                | DNF      |
| ohne Wertung | Felipe Liñán               | Mexiko                | DNF      |
| ohne Wertung | Rafael Vaca                | Mexiko                | DNF      |
| ohne Wertung | Trần Gia Thu               | Südvietnam            | DNF      |
| ohne Wertung | Nguyễn Hw Thoa             | Südvietnam            | DNF      |
| ohne Wertung | Ngô Thành Liêm             | Südvietnam            | DNF      |
| ohne Wertung | Lê Trung Trung             | Südvietnam            | DNF      |
| ohne Wertung | Walter Bortel              | Österreich            | DNF      |
| ohne Wertung | Kurt Schein                | Österreich            | DNF      |
| ohne Wertung | Rudolf Maresch             | Österreich            | DNF      |
| ohne Wertung | Muhammad Naqi Mallick      | Pakistan              | DNF      |
| ohne Wertung | Din Meraj                  | Pakistan              | DNF      |
| ohne Wertung | Saleem Farooqi             | Pakistan              | DNF      |
| ohne Wertung | Shazada Muhammad Shah-Rukh | Pakistan              | DNF      |
| ohne Wertung | Jimmy Swift                | Südafrikanische Union | DNF      |
| ohne Wertung | Robert Fowler              | Südafrikanische Union | DNF      |
| ohne Wertung | Jan Hettema                | Südafrikanische Union | DNF      |
| ohne Wertung | Charles Jonker             | Südafrikanische Union | DNF      |
| ohne Wertung | Im Sang-jo                 | Südkorea              | DNF      |
| ohne Wertung | Hylton Mitchell            | Trinidad und Tobago   | DNF      |
| ohne Wertung | František Jursa            | Tschechoslowakei      | DNF      |
| ohne Wertung | Jaroslav Cihlář            | Tschechoslowakei      | DNF      |
| ohne Wertung | Jiří Nouza                 | Tschechoslowakei      | DNF      |
| ohne Wertung | Jiří Opavský               | Tschechoslowakei      | DNF      |
| ohne Wertung | Alberto Velázquez          | Uruguay               | DNF      |
| ohne Wertung | Eduardo Puertollano        | Uruguay               | DNF      |
| ohne Wertung | Walter Moyano              | Uruguay               | DNF      |
| ohne Wertung | Arsenio Chirinos           | Venezuela             | DNF      |
| ohne Wertung | Antonio Montilla           | Venezuela             | DNF      |
| ohne Wertung | Domingo Rivas              | Venezuela             | DNF      |
| ohne Wertung | Franco Cacioni             | Venezuela             | DNF      |
| ohne Wertung | David Rhoads               | Vereinigte Staaten    | DNF      |
| ohne Wertung | Erhard Neumann             | Vereinigte Staaten    | DNF      |
| ohne Wertung | George Van Meter           | Vereinigte Staaten    | DNF      |

Anmerkung: * DNF = Did not finish (englisch für (Rennen) „nicht beendet“)